# Paquita Rico
Francisca Rico Martínez, més coneguda com a Paquita Rico, (Sevilla, 13 d'octubre de 1929 – Sevilla, 9 de juliol de 2017) fou una actriu i cantant espanyola.

## Biografia
Nascuda al barri de Triana, a Sevilla, el 13 d'octubre de 1929, va començar la seva carrera arran de la participació en un concurs radiofònic, després del qual va poder participar, a molt primerenca edat, en el ballet espanyol de Montemar, on va treballar al costat d'artistes de la categoria de Carmen Sevilla. Més tard treballa també en la companyia del Pepe Pinto, fins que li sorgeix l'ocasió de fer el salt al cinema. El seu debut a la pantalla gran té lloc l'any 1948, i li ve de la mà del director Florián Rey, que li dona un paper en la seva pel·lícula "Brindis a Manolete", a la qual li segueix, en el mateix any, "Olé torero !" i, a l'any següent,"Rumbo". A partir de llavors, Paquita participa en un gran nombre de pel·lícules, la major part d'elles de gènere folklòric, amb títols com "María Morena", "Luna de sangre", "La moza del cántaro", "Suspiros de Triana" o "Dos novias para un torero", entre d'altres.
Però és l'any 1958 quan es pot dir que Paquita Rico aconsegueix la seva època de màxim èxit, en protagonitzar la pel·lícula "¿Dónde vas, Alfonso XII?", dirigida per 'argentí Luis César Amadori, en la qual encarna el personatge de María de las Mercedes de Orleans y Borbón, esposa del rei Alfons XII .Posteriorment a aquest gran èxit, intervé en altres pel·lícules com "Tierra brutal","El balcón de la luna", "Historia de una noche", "El taxi de los conflictos" o "Canciones de nuestra vida". No obstant això, l'actriu va espaiant cada vegada més les seves pel·lícules fins que es produeix la seva retirada definitiva. La seva neboda era Soledad Miranda, també actriu i morta l'any 1970 amb 27 anys.

## Filmografia

### Cinema
| - Brindis a Manolete (1948) - ¡Olé torero! (1948) - Rumbo (1949) - María Morena (1951) - Debla, la virgen gitana (1951) - Luna de sangre (1952) - La alegre caravana (1953) - El duende de Jerez (1953) - La moza de cántaro (1954) - Malvaloca (1954) - Prisionera del pasado (1954) - Suspiros de Triana (1955) - El Soltero (1955) - Curra Veleta (1956) - Dos novias para un torero (1956) - À la Jamaïque (1957) | - Las lavanderas de Portugal (1957) - ¿Dónde vas, Alfonso XII? (1958) - ¡Viva lo imposible! (1958) - La Tirana (1958) - S.O.S., abuelita (1959) - Ventolera (1961) - Tierra brutal (1961) - La viudita naviera (1962) - El Balcón de la Luna (1962) - Historia de una noche (1963) - Las Otoñales (1964) - Historia de una noche (1963) - Canciones de nuestra vida (1975) - Viva/muera Don Juan Tenorio (1977) - El Cid cabreador (1983) |

### Televisió
- Sábado 64 (1965)
- Los mitos (1979)
- Hostal Royal Manzanares (1997)